# James Hudson
James Hudson (Limón, 4 de diciembre de 1993) es un futbolista profesional costarricense. Se desempeña como delantero y actualmente juega para el Municipal Grecia de la Primera División de Costa Rica.

## Carrera
| Club             | País       | Año               |
| ---------------- | ---------- | ----------------- |
| Limón FC         | Costa Rica | 2011 - 2017       |
| Municipal Grecia | Costa Rica | 2018 - Actualidad |

- Datos: Q5925772